# تمارا محمود
تمارا محمود(21 فبراير 1978-) ممثلة عراقيةتحمل الجنسية الأمريكية 

## حياتها ومشوارها المهني
دخلت معهد الفنون الجميلة، عام 1995 تعرفت على المخرج حامد صالح خلال دراستها وعرض عليها العمل في مسلسل "عمر بن أبي ربيعة". قدمت بعدها العديد من الأعمال لكن انطلاقتها الفعلية وشهرتها جاءت بعد مشاركتها في مسلسلي "رجال الظل" مع الفنان حسن حسني بدور "سوزان" و"عالم الست وهيبة بدور "سحر" ومسلسل هيستريا بدور "غسق" بمشاركة الفنان حكيم جاسم كما قامت بتقديم برامج منوعة على تلفزيون الشباب.

### مغادرتها للعراق وعودتها
في عام 2000 سافرت إلى الولايات المتحدة الأمريكية لعرض عمل مسرحي لكن لم يعرض العمل بسبب مشاكل مع الشركة المنتجة، تعرفت حينها على رجل مقيم هناك وتزوجا فابتعدت عن الفن لسنوات طويلة وأكملت دراستها حصلت على بكالوريوس في علم المختبرات الطبية ودبلوم عالي معاون جراح وعملت في أحد المستشفيات الأمريكية ، عادت إلى العراق في عام 2015 بعد غياب خمسة عشر عاماً بعد استشهاد أخوها الأصغر "حيدر" الذي قُتل ضمن معركة الضلوعية.

### حياتها الأسرية
تزوجت من رجل عراقي اسمه "سعد" يعمل موسيقياً وأنجبت منه ابناً اسمه "اڤان"، وبنتاً اسمها "ڤينا"، واستقرت معه في ولاية ميشيغانلكنهما انفصلا عام 2017

## أعمالها

### في التلفزيون
| سنة الإنتاج | اسم المسلسل               | الشخصية       |
| ----------- | ------------------------- | ------------- |
| (2000)      | جواهر المعرفة             | ميمونة        |
| (2000)      | حكايات قبل أن تنزل الآيات | شخصيات متعددة |
| (2000)      | القلم والمحنة             | جمانة         |
| (1999)      | اليسر بعد العسر           | شخصيات متعددة |
| (1999)      | من أيام العرب             | سلمى          |
| (1999)      | سواد الليل                | كمرة          |
| (1999)      | كبرياء وهوى               | وسناء         |
| (1999)      | حلبة القانون              | زينب          |
| (1999)      | بركان الغضب               | حنين          |
| (1999)      | صندوق الدنيا              |               |
| (1998)      | الحرير ودائرة الشوك       | إيمان         |
| (1998)      | الأجنحة المتكسرة          | ليلى          |
| (1998)      | عربة الخوف                | إكرام         |
| (1998)      | الحب يأتي من النافذة      | بدور          |
| (1998)      | قصة طبيب                  |               |
| (1997)      | أوتار ودموع               | نغم           |
| (1997)      | قطار الكلمات              | آنسة قواعد    |
| (1997)      | هيستيريا                  | غسق           |
| (1997)      | لعبة الأذكياء             | منار          |
| (1997)      | أبو الألحان               | إيمان         |
| (1997)      | القادم الجديد             |               |
| (1997)      | حدث في الهاوية            | نهى           |
| (1996)      | عالم الست وهيبة           | سحر           |
| (1996)      | وداعا أيها الحب           | ميسرة         |
| (1996)      | حكايات المدن االثلاث      | الشيخة        |
| (1996)      | البوادي                   | غفران         |
| (1996)      | عازف الليل                | سناء          |
| (1996)      | ليل الشتا                 | كريمة         |
| (1996)      | للفقراء مجانا             | وسن           |
| (1996)      | رجال الظل                 | سوزان         |
| (1996)      | حذاري من اليأس            | علياء         |
| (1996)      | الإنهيار                  | ندى           |
| (1995)      | السرج والوتد              | نور           |
| (1995)      | البرج والثعبان            | عاتكة         |
| (1995)      | دربكة                     | لمى           |
| (1995)      | غرباء                     | يمام          |
| (1995)      | صخر القلوب                | مديحة         |
| (1995)      | الصحوة                    | زهرة          |
| (1995)      | امرأة ورجل                | نجاة          |
| (1995)      | القمر والثريا             | سلاّمة القس    |

### في السينما
| سنة الإنتاج | الفيلم           | الشخصية |
| ----------- | ---------------- | ------- |
| (1997)      | حمى الأبطال      | سماح    |
| (1996)      | المفاتيح المحرمة | هناء    |

### تقديم البرامج
| سنة الإنتاج | اسم البرنامج | عرض على        |
| ----------- | ------------ | -------------- |
| (2000)      | "ستديو 2000" | تلفزيون الشباب |
| (1997-2000) | "عالمها"     | art المنوعات   |

### في المسرح
| سنة الإنتاج | المسرحية           | الشخصية |
| ----------- | ------------------ | ------- |
|             | أوديب ملكا         |         |
|             | عشاق بهيجة عنبر    |         |
|             | شيزوفرينيا         |         |
| (1995)      | ليل وطرب           |         |
| (1995)      | جانت عزيزة         |         |
| (1996)      | طشة ورشة           |         |
| (1999)      | ثعالب وأرانب       |         |
| (2000)      | شفت بعيني ومحد كلي |         |

## روابط خارجية
- تمارا محمود على موقع IMDb (الإنجليزية)
- تمارا محمود على موقع قاعدة بيانات الأفلام العربية